# Elisa Queirolo
Pour les articles homonymes, voir Queirolo.
Elisa Queirolo, née le 6 mars 1991 à Santa Margherita Ligure, est une joueuse de water-polo italienne, défenseur du Plebiscito de Padoue.
Elle remporte la médaille de bronze lors des Championnats du monde de 2015 à Kazan.